# Funktionäre des Basketballverbandes des Libanons
Diese Liste ist eine Aufstellung von Funktionären des Libanesischen Basketballverbandes.

## Liste von Präsidenten
| Name                | von  | bis   | Beleg       |
| ------------------- | ---- | ----- | ----------- |
| Akram Halabi        | 2018 | heute | [ 1 ] [ 2 ] |
| Pierre Kakhia       | 2016 | 2018  | [ 2 ]       |
| Walid Nassar        | 2014 | 2016  | [ 2 ]       |
| Robert Abi Abdallah | 2013 | 2014  | [ 2 ]       |
| Georges Barakat     | 2012 | 2013  | [ 2 ]       |
| Pierre Kakhia       | 2009 | 2012  | [ 2 ]       |
| Michel Tannous      | 2005 | 2008  | [ 2 ]       |
| Jean Hammam         | 1999 | 2005  | [ 2 ]       |
| Antoine Chartier    | 1996 | 1999  | [ 2 ]       |
| Tony Khoury         | 1970 | 1996  | [ 2 ]       |

## Liste von Vizepräsidenten
| Name          | von | bis   | Beleg |
| ------------- | --- | ----- | ----- |
| Doumit Kallab |     | heute | [ 1 ] |

## Liste von Generalsekretären
| Name                | von | bis   | Beleg |
| ------------------- | --- | ----- | ----- |
| Charbel Michel Rizk |     | heute | [ 1 ] |

## Liste von Schatzmeistern
| Name        | von | bis   | Beleg |
| ----------- | --- | ----- | ----- |
| Elie Farhat |     | heute | [ 1 ] |